# Sphaerosyllis austriaca
Sphaerosyllis austriaca är en ringmaskart som beskrevs av Banse 1959. Sphaerosyllis austriaca ingår i släktet Sphaerosyllis och familjen Syllidae. Inga underarter finns listade i Catalogue of Life.